# Чахтицкий замок
Чахтицкий замок (словац. Čachtický hrad, нем. Burg Schächtitz, венг. Csejte vára) — полуразрушенный замок в Чахтицах, западная Словакия. Расположен на холме 375 метров над уровнем моря. Известен благодаря его владелице («чахтицкой пани») Елизавете Батори.

## История
Возник в первой половине XIII века как королевская сторожевая крепость на западных границах. В 1273 году замок повреждён во время осады чешским королём Пржемыслом Оттокаром II. Первыми хозяевами была словацкая дворянская семья Гунт-Познан. В 1392 году владельцем стал Стибор из Стибориц, с 1569 года — семья Надашди. В 1708 году замок взяли куруцы Ференца Ракоци и разрушили его. С тех пор замок в развалинах.
В настоящее время замок открыт и доступен для посещения туристов.